# Jacques-Alain Bénisti
Pour les articles homonymes, voir Bénisti.
Jacques Alain Bénisti est un homme politique français, né le 10 avril 1952 dans le 15e arrondissement de Paris.
Il est maire de Villiers-sur-Marne depuis 1995.
Il est depuis mai 2010, président du Centre interdépartemental de gestion (CIG) de la fonction publique territoriale pour la petite couronne (les départements limitrophes de Paris : Hauts-de-Seine, Seine-Saint-Denis, Val-de-Marne).
Il est député de la 4e circonscription du Val-de-Marne de 2002 à 2017. Il fait partie du groupe LR.

## Biographie
Jacques-Alain Bénisti est élu député le 16 juin 2002 puis réélu en juin 2012 par 74 voix d'avance sur son rival au deuxième tour.
Il soutient François Fillon pour la primaire présidentielle des Républicains de 2016.

## Controverses autour du «rapport Bénisti»
Il s'est fait connaître par le « rapport Bénisti sur la prévention de la délinquance », rédigé en 2004 par la commission prévention du groupe d'études parlementaire sur la sécurité intérieure qu'il présidait. Ce rapport a été l'objet de très nombreuses critiques du monde scientifique et éducatif, notamment parce qu'il établissait un lien entre le bilinguisme des enfants de migrants en France et le risque de délinquance : « Seuls les parents, et en particulier la mère, ont un contact avec leurs enfants. Si ces derniers sont d’origine étrangère elles devront s’obliger à parler le français dans leur foyer pour habituer les enfants à n’avoir que cette langue pour s’exprimer ». Le rapport parle également de « parler patois du pays » pour désigner les langues maternelles des enfants de migrants. Dans une version ultérieure de ce rapport, parue en 2005, les auteurs reconnaissaient leur erreur en précisant que le bilinguisme était une chance pour l'enfant[source insuffisante].

## Prises de position
Le 3 février 2013, lors d'un débat à l'Assemblée nationale à propos d'un Projet de loi ouvrant le mariage et l'adoption aux couples de personnes de même sexe, il défend des amendements de son parti visant à réserver la procréation médicalement assistée (PMA) aux couples hétérosexuels et pour des motifs médicaux : il évoque les « enfants playmobil et déclare que « les droits de l'enfant sont ici encore bafoués ». Il fait valoir que « 80%  des pédopsychiatres et le dernier rapport de l'Inserm nous appellent à réfléchir sans hypocrisie sur les conséquences dramatiques pour ces enfants qui vont être issus soit de la PMA soit de la gestation pour autrui (GPA)» ».

## Polémiques
Le 23 juin 2011, M. Bénisti tient des propos homophobes en assimilant le mariage homosexuel au viol lors d'un débat avec la députée socialiste Annick Lepetit : « Après le mariage homosexuel, bientôt l’adoption, après l’autorisation du piratage et des vols de DVD, après la demande d’arrêt des contrôles de vitesse, après la dépénalisation de la prostitution, après la non-incarcération des délinquants mineurs, je dirais à la limite, à quand la dépénalisation du viol ? Ou la légalisation du viol ? ».
Le 16 janvier 2015, il décide de déprogrammer du cinéma municipal Le Casino le film Timbuktu d’Abderrahmane Sissako, à la suite des attentats de 2015 ne souhaitant pas faire « l’apologie du terrorisme ».
Le 28 février 2020, il vient prendre la parole devant les fidèles après la prière du vendredi à l'intérieur de la mosquée de Villiers-sur-Marne dans le cadre des élections municipales de mars 2020. La violation de l'ancien article 26 (renuméroté 35-1) de la loi de séparation de 1905 soulève une polémique.

## Synthèse des mandats
- 28/03/1994 - 18/03/2003 : conseiller général du Val-de-Marne
- depuis le 19/06/1995 : maire de Villiers-sur-Marne
- 2002 - 2007 : député de la 4e circonscription du Val-de-Marne
- 01/07/2021 - 28/11/2023 : conseiller départemental du Val-de-Marne